# Markgrafenkirche zum Heiligen Kreuz

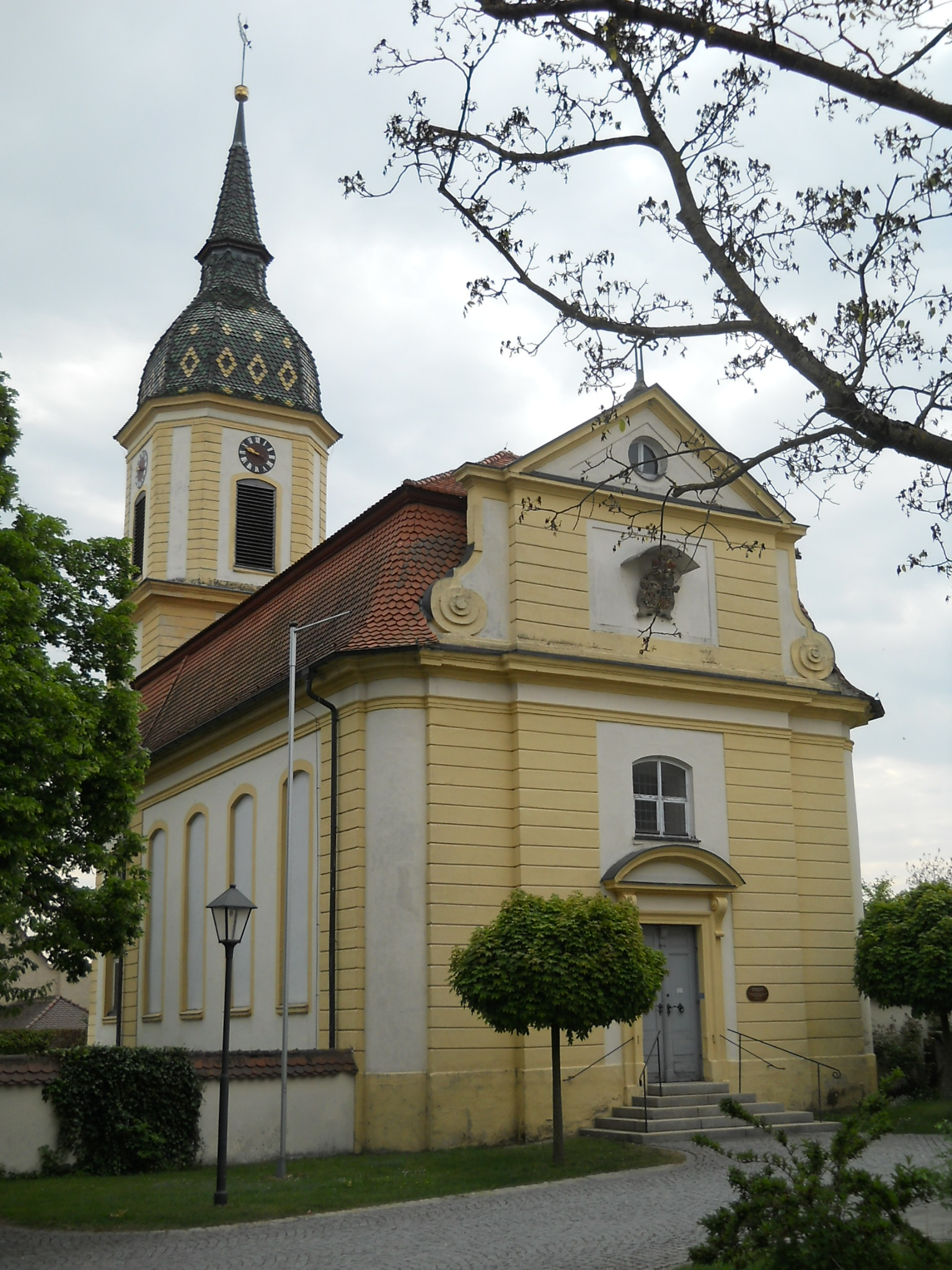
Die Kirche im Juli 2012

Die Markgrafenkirche zum Heiligen Kreuz ist eine evangelisch-lutherische Kirche in Aha, einem Gemeindeteil der Stadt Gunzenhausen im mittelfränkischen Landkreis Weißenburg-Gunzenhausen. Sie ist Pfarrkirche im Pfarrverbund Aha/Pflaumfeld/Unterwurmbach im Evangelisch-Lutherischen Dekanat Gunzenhausen. Das Gebäude ist unter der Denkmalnummer D-5-77-136-142 als Baudenkmal in die Bayerische Denkmalliste eingetragen. Der mittelalterliche, untertägige Vorgängerbau ist als Bodendenkmal (D-5-6930-0220) ausgewiesen.
Die Kirche mit der postalischen Adresse Aha 167 liegt umgeben von weiteren denkmalgeschützten Bauwerken im Ortskern von Aha auf einer Höhe von 416 Metern über NHN.
Die Saalkirche wurde 1721 durch Carl Friedrich von Zocha nach Plänen von Gabriel de Gabrieli im sogenannten Markgrafenstil erbaut. Von dem Vorgängerbau, der wegen Baufälligkeit abgetragen wurde, blieb nur das Turmuntergeschoss, dem ein Obergeschoss mit Kuppelhelm aufgesetzt wurde. In der zweiten Hälfte des 18. Jahrhunderts gab es wahrscheinlich einen Umbau. Die Turmziegel sind bunt glasiert. Die Lisenen sind rustiziert. An der Westfassade wurde in einem flachen Mittelrisalit mit aufgesetztem Giebel das Wappen der Markgrafen von Ansbach angebracht. Der vierachsige Saalbau mit konchenartigem, leicht eingezogenem Chor mit Kuppelgewölbe und doppelgeschossiger Empore enthält Blindfenster. Der Altar erhielt 1866 ein Motiv von Jesus Christus als Altarbild. Der dreigeschossige Kirchturm von Johann David Steingruber befindet sich beim Kirchenchor und wird von einem Kuppelhelm mit Spitze gekrönt.